# Pierre Soumagne
Pierre Soumagne (* 1. Oktober 1987 in Soissons, Frankreich) ist ein französischer Karambolagespieler in den klassischen Disziplinen Freie Partie, Cadre und Einband, 2008 kam auch Dreiband hinzu.

## Karriere
Soumange gewann seine erste Medaille (Silber) 2002 bei den französischen Jugendmeisterschaften (U16) in der Freien Partie, im darauffolgenden Jahr erneut Silber, 2004 dann der erste Titelsieg, den er 2005 erfolgreich verteidigen konnte. 2004 und 2005 wurde er in dieser Disziplin französischer Doppelmeister, das er auch bei den Junioren (U21) Gold gewann. 2006 und 2007 war Soumange in der Titelverteidigung erfolgreich. Im Cadre 45/2 gewann er 2004, 2005 und 2006 den Titel. Von 2002 bis 2004 gewann er dreimal die Freie-Partie-Europameisterschaft (U16), 2003 auch die der U21. Im Cadre 47/2 siegte er bei den Junioren 2005 und 2006. 2008 nahm er erstmals bei der Dreiband-EM teil und holte Bronze. Bei den Herren gewann er 2006 seine erste nationale Goldmedaille im Cadre 47/2, was er 2008 und 2012 wiederholen konnte. Im Cadre 71/2 war er 2007 siegreich, in der Freien Partie 2011 und 2012, 2008 im Einband und im Cadre 47/1 2008, 2011, und 2012, sowie fünf Silber- und acht Bronzemedaillen in den verschiedenen Disziplinen. Seine größten Erfolge erzielte Soumange bei den Cadre-47/2-Europameisterschaften 2006, 2008 und 2011 mit dem Titelgewinn.

## Erfolge
International
- Cadre-47/2-Europameisterschaft (Herren):  2006, 2008, 2011
- Dreiband-Europameisterschaft der Junioren (U21):  2005
- Cadre-47/2-Europameisterschaft der Junioren (U21):  2005, 2006
- Freie-Partie-Europameisterschaft der Junioren (U21):  2003  2005
- Freie-Partie-Europameisterschaft der Jugend (U16):  2002, 2003, 2004

National
- Französische Dreiband-Meisterschaft (Herren):  2011
- Französische Einband-Meisterschaft (Herren):  2008  2007
- Französische Cadre-47/1-Meisterschaft (Herren):  2008, 2011, 2012  2006, 2009  2007, 2010
- Französische Cadre-47/2-Meisterschaft (Herren):  2006, 2008, 2012   2007, 2011
- Französische Cadre-71/1-Meisterschaft (Herren):  2007  2010, 2011  2008
- Französische Freie-Partie-Meisterschaft (Herren):  2011, 2012  2010  2006
- Französische Cadre-47/2-Meisterschaften der Junioren (U21):  2004, 2005, 2006
- Französische Freie-Partie-Meisterschaften der Junioren (U21):  2004, 2005, 2006, 2007  2003
- Französische Freie-Partie-Meisterschaften der Jugend (U16):  2004, 2005  2002, 2003
- FFB-Turniere (diverse  Disziplinen): 14 × ; 9 × ; 10 ×

Quellen: 